# Grewia biloba
Grewia biloba är en malvaväxtart som beskrevs av George Don jr. Grewia biloba ingår i släktet Grewia och familjen malvaväxter.

## Underarter
Arten delas in i följande underarter:
- G. b. microphylla
- G. b. parviflora

## Bildgalleri

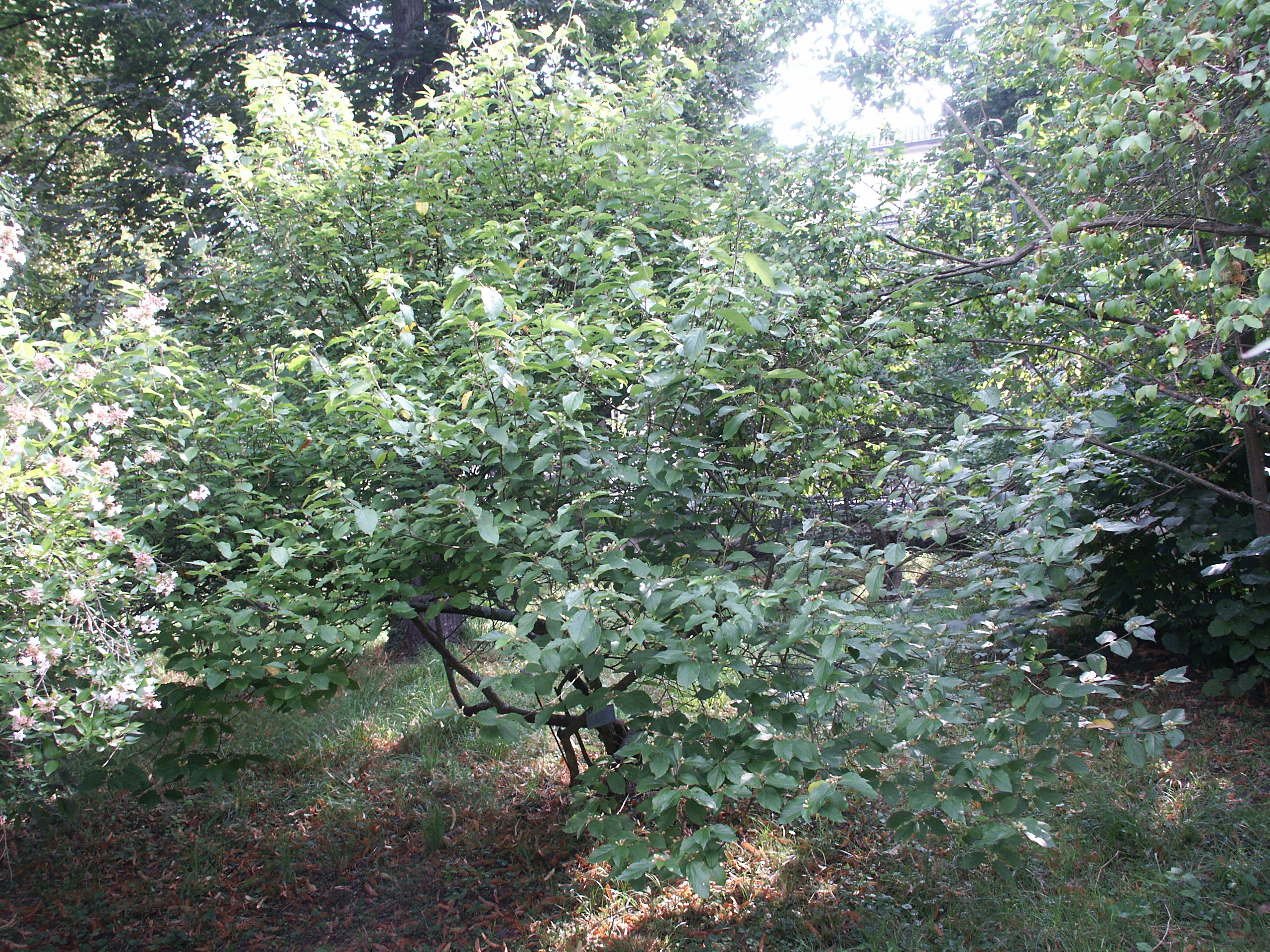
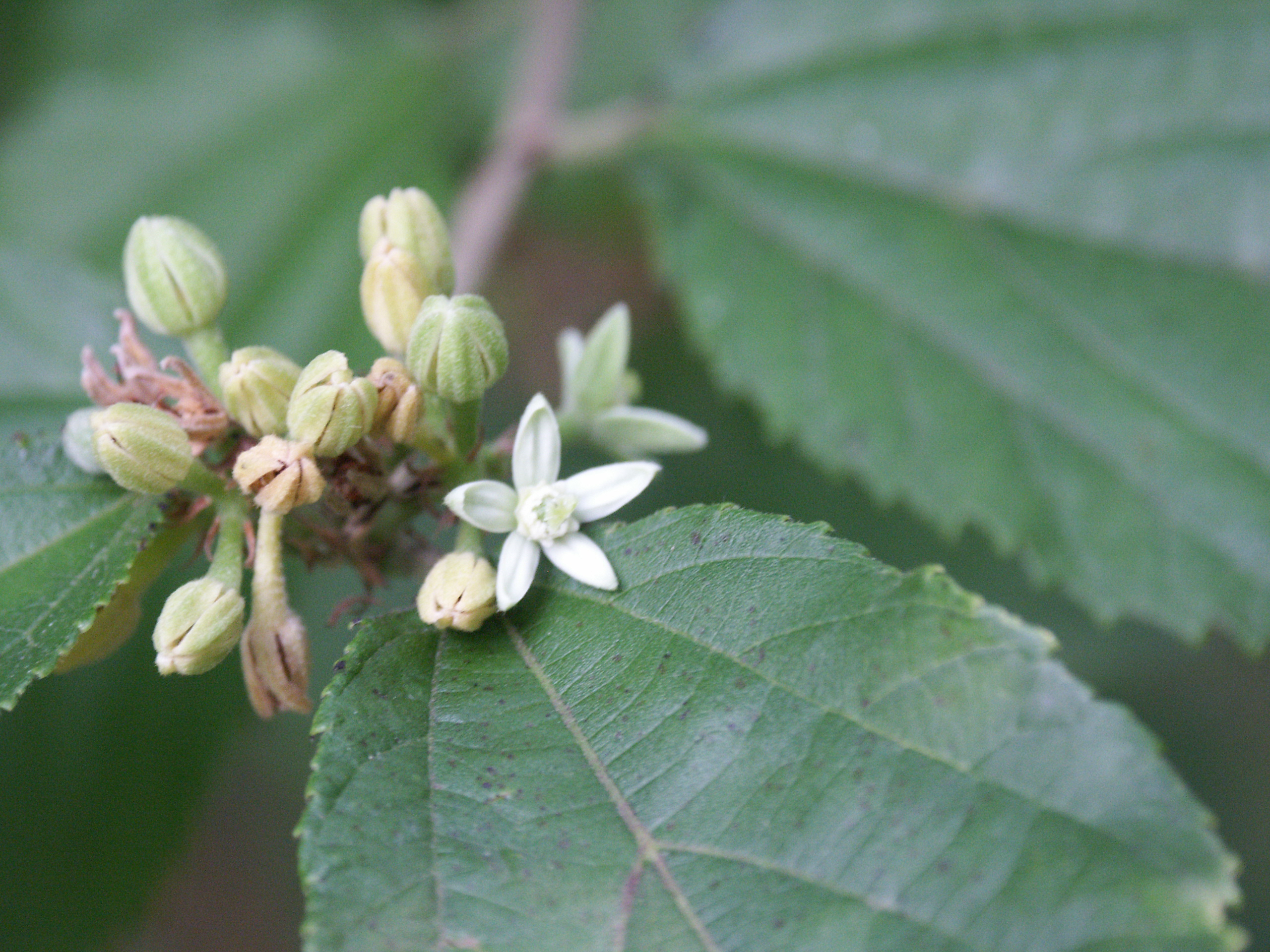
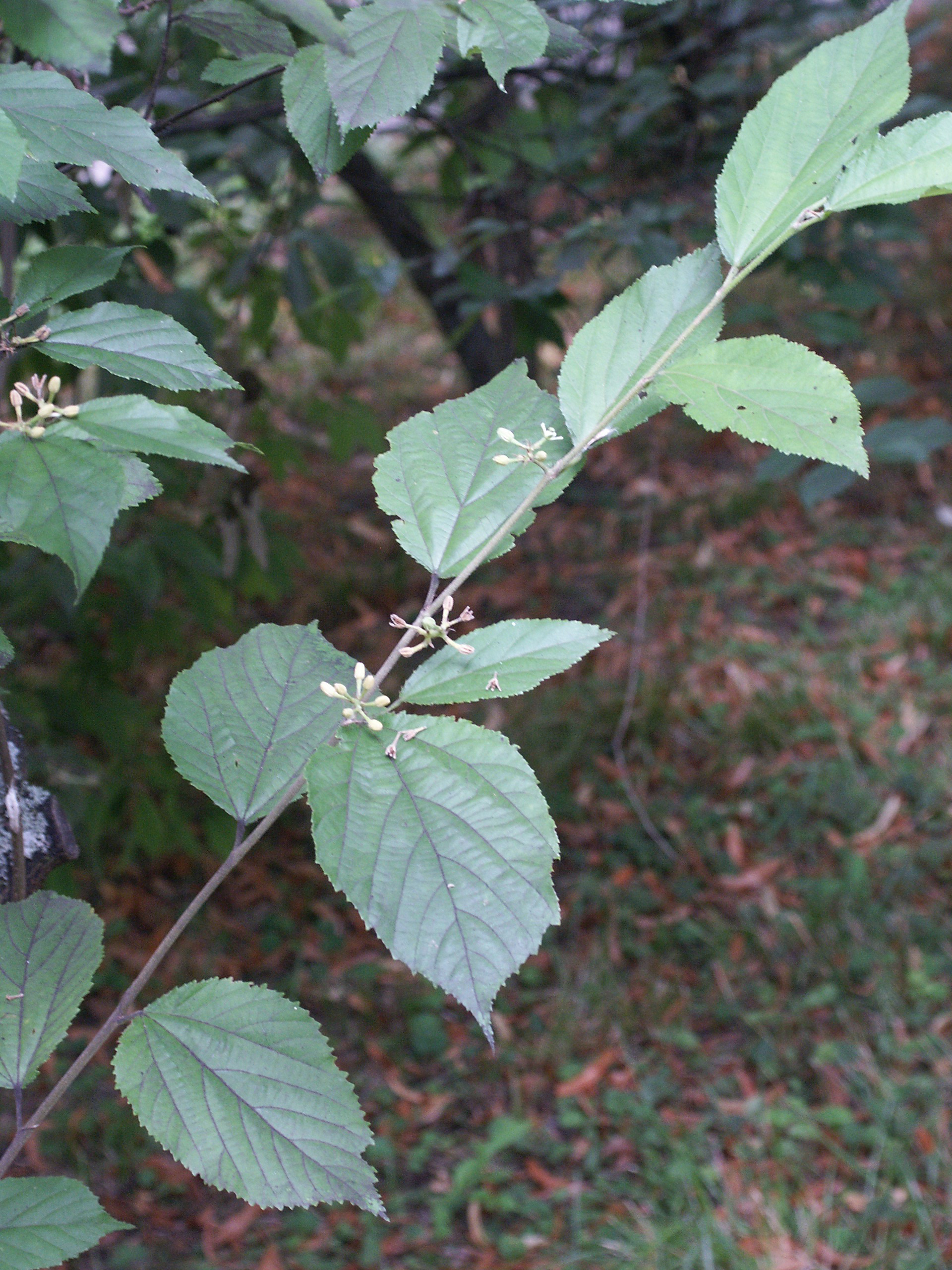
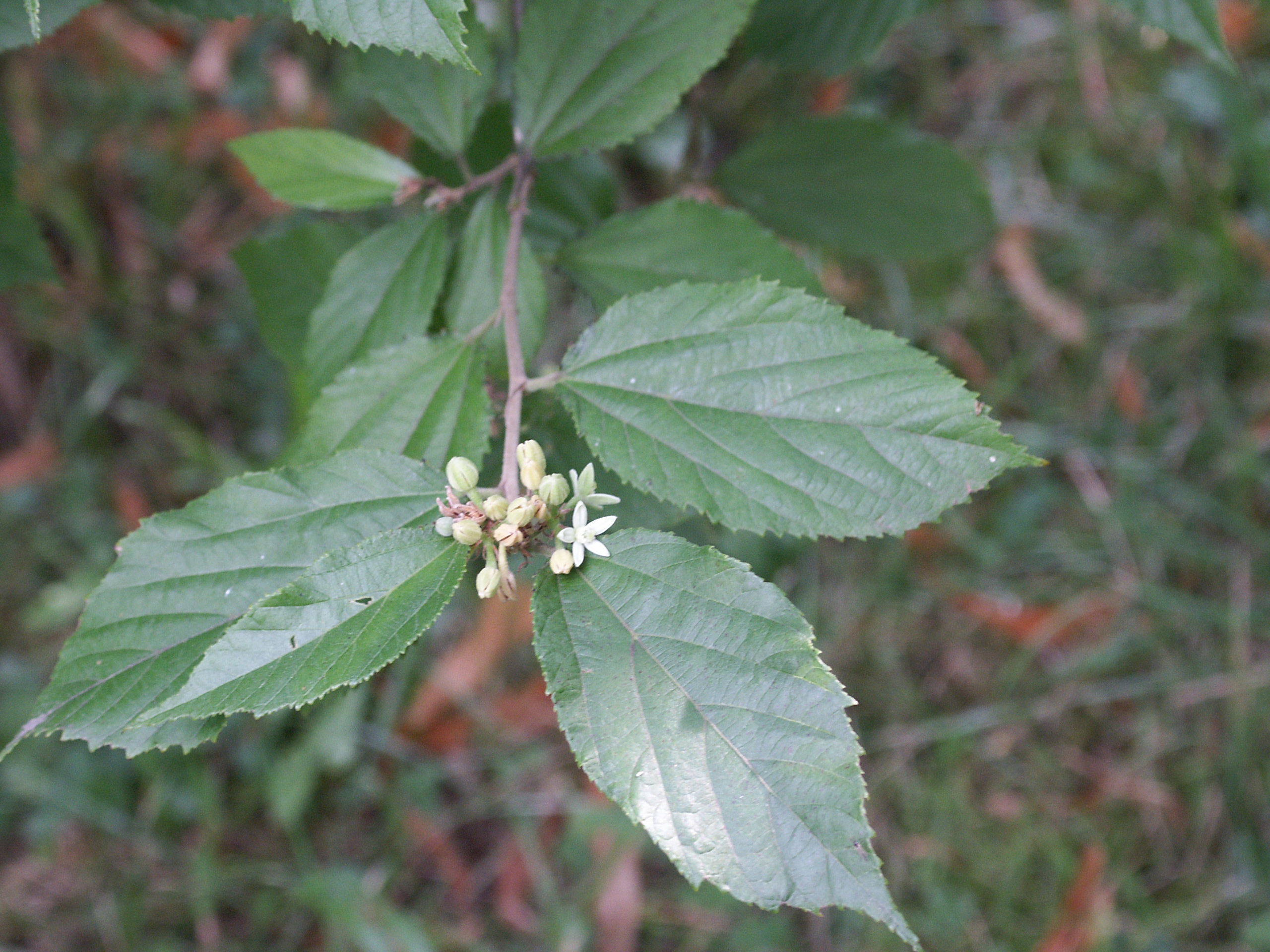